# The Fame
The Fame er den amerikanske sangerinde Lady Gagas debutalbum. Det blev udsendt i november 2008 og har solgt mere end 50.000 eksemplarer og downloads i Danmark.[kilde mangler]

## Spor
1. "Just Dance" – 4:01
2. "LoveGame" – 3:36
3. "Paparazzi" – 3:28
4. "Beautiful Dirty Rich" – 2:52
5. "Eh, Eh (Nothing Else I Can Say)" – 2:55
6. "Poker Face" – 3:57
7. "The Fame" – 3:42
8. "Money Honey" – 3:37
9. "Again Again" – 3:04
10. "Boys Boys Boys" – 3:22
11. "Brown Eyes" – 4:03
12. "Summerboy" – 4:13
13. "I Like It Rough" (bonus track) – 3:22